# Association pomologique de l'Ouest
L'association pomologique de l'Ouest est une société savante fondée en 1883 à Saint-Lô par arrêté préfectoral, qui a contribué au développement de la connaissance en pomologie à l'échelle de la France, par l'organisation de concours, d'analyses détaillées des fruits, et la rédaction d'ouvrages.

## Historique

### Statuts de l'association
L'association est fondée à Saint-Lô sous le nom Association pomologique de l'Ouest, le 31 mars 1883. Les buts, énoncés dans les statuts : organiser des concours spéciaux, propager les meilleures variétés de pommes à cidre comparées aux terrains, les meilleurs modes de fabrication du cidre, les meilleures méthodes de distillation. Les statuts sont signés par les deux membres de la commission provisoire mise en place pour la création de l'association : Hector Le Sueur, en tant que secrétaire, J. Desplanques en tant que président,.

### Membres fondateurs
Le 16 juin 1883, c'est l'élection des membres du bureau lors d'une séance qui a lieu à Caen.
- Président : Jules Desplanques, vice-président de la société d'agriculture de Saint-Lô.
- Secrétaire général : Hector Le Sueur, agriculteur, secrétaire de la société d'agriculture de Bayeux.
- Vices-présidents : Édouard Fortier, président de la Société centrale d'agriculture de Seine-Inférieure à Rouen, Georges Lechartier, professeur de chimie à la Faculté des sciences, directeur de la station agronomique de Rennes.
- Secrétaires : Tanquerey, président de la société agricole et industrielle de Lamballe, E. Basire, secrétaire de la Nouvelle société d'agriculture d'Avranches.
- Trésorier : Tourmente, inspecteur de la compagnie d'assurance la Nationale à Lisieux.
- Membres du conseil d'administration : docteur Yver, à Flers ; Charles Dumoutier, agriculteur à Claville près d'Évreux dans l'Eure ; Caubert, membre du conseil supérieur de l'agriculture (ministère de l'Agriculture), membre de la société nationale d'encouragement  à l'agriculture ; docteur Hantraye à Avranches ; Bertot, président de la deuxième section de la société d'agriculture à Bayeux ; Manoury, secrétaire de la société d'agriculture de Saint-Lô ; Noël-Bretagne, rédacteur au Journal officiel ; Lacroix fils, ingénieur mécanicien à Caen ; Texier fils, ingénieur mécanicien à Landerneau [2].

La première discussion concerne l'organisation du concours.
À la séance du 16 novembre 1883, un renouvellement du bureau a lieu en lien avec les modalités prévues dans les statuts : 
- vice président : Courtillier, président de la société des agriculteurs de la Sarthe,
- secrétaire : Le Bret, directeur de la succursale du Crédit foncier de France à Rennes,
- membres du conseil d'administration : Champion, agriculteur à Feins (Ille et Vilaine) ; Blin, professeur au lycée de Rennes ; Morel, député d'Avranches ; Barouille, président du comice agricole de Château-Gontier ; Le Floch, juge de paix à Plouay ; Fontaine, négociant à Nantes ; Simon Sirodot, doyen de la faculté de Sciences à Rennes ; Ceran Maillard, agriculteur à Turqueville (Manche) ; de Coniac, président de la société d'horticulture de Rennes ; Charles Pradal, maire de Saint-Brieuc [3].

## Le concours général et le congrès pomologique
La ville de Rennes est sélectionnée par les membres du bureau de l'association ainsi que ceux du conseil d'administration, pour la tenue du premier concours général et congrès pomologique. La municipalité accorde une subvention, et accorde le pavillon oriental des halles de la place des Lices pour son installation. L'ensemble est complété par des subventions de l'Etat, des départements de la Manche et de l'Ille-et-Vilaine. C'est Georges Lechartier qui sert d'intermédiaire entre l'association et Edgard Le Bastard, maire de la ville de Rennes. Le concours a lieu du 9 au 18 novembre 1883. Au programme : sélection des pommes à cidre classées en différentes catégories : Bretagne, Normandie, provenance diverse. Une catégorie est réservée pour les amateurs et les collectionneurs. La deuxième section du concours concerne les cidres classés en trois catégories : Bretagne, Normandie, et cidres de toute provenance. Et enfin, une troisième section concerne les eaux-de-vie de cidre, de toute provenance. Le concours porte également sur la matériel de presse, et un concours récompense les outils, classés en plusieurs sections : les concasseurs à bras, les concasseurs à manège, les pressoirs, les appareils de distillation, les collections de pommes moulées et tous les ouvrages de publication ayant trait à la culture du pommier.
Les critères pour participer au concours sont présentés ainsi : les échantillons de cidre sont de deux litres au minimum, ceux de pommes d'au-moins six pommes moyennes. Les exposants devront, pour chaque espèce, mettre une étiquette contenant l'ensemble des noms connus de cette espèce. Ils devront également donner à l'association un tableau, faisant la liste de tous les échantillons, classés par lettre alphabétique, indiquant la provenance précise de chaque pomme. L'association signale en effet, qu'elle se réserve le droit, de faire étudier par les délégués, la nature du terrain et des arbres qui auront produit les fruits présentés au concours.
Desplanques et Lechartier adressent une demande au ministre de l'Agriculture, Jules Méline, pour obtenir le concours des stations agronomiques et des laboratoires agricoles dans le but d'analyser les fruits recueillis et de déterminer leur valeur comparative au point de vue de la fabrication du cidre. Les pommes ont été choisies dans le concours, par M. de Lapparent, inspecteur général de l'agriculture. À la suite de la réponse favorable du ministre, l'analyse des pommes exposées au congrès pomologique sont réalisés dans plusieurs laboratoires : laboratoire de chimie de l'institut national agronomique, laboratoire de chimie des écoles nationales de Grignon et Grandjouan, stations agronomiques de Caen, Rennes (école pratique d'agriculture des Trois-Croix), et de la Seine-Inférieure. Laboratoire départemental de chimie agricole de la Loire-Inférieure et de la Mayenne. Le laboratoire du Lézardeau.

## Postérité

### Enrichissement des connaissances en pomologie

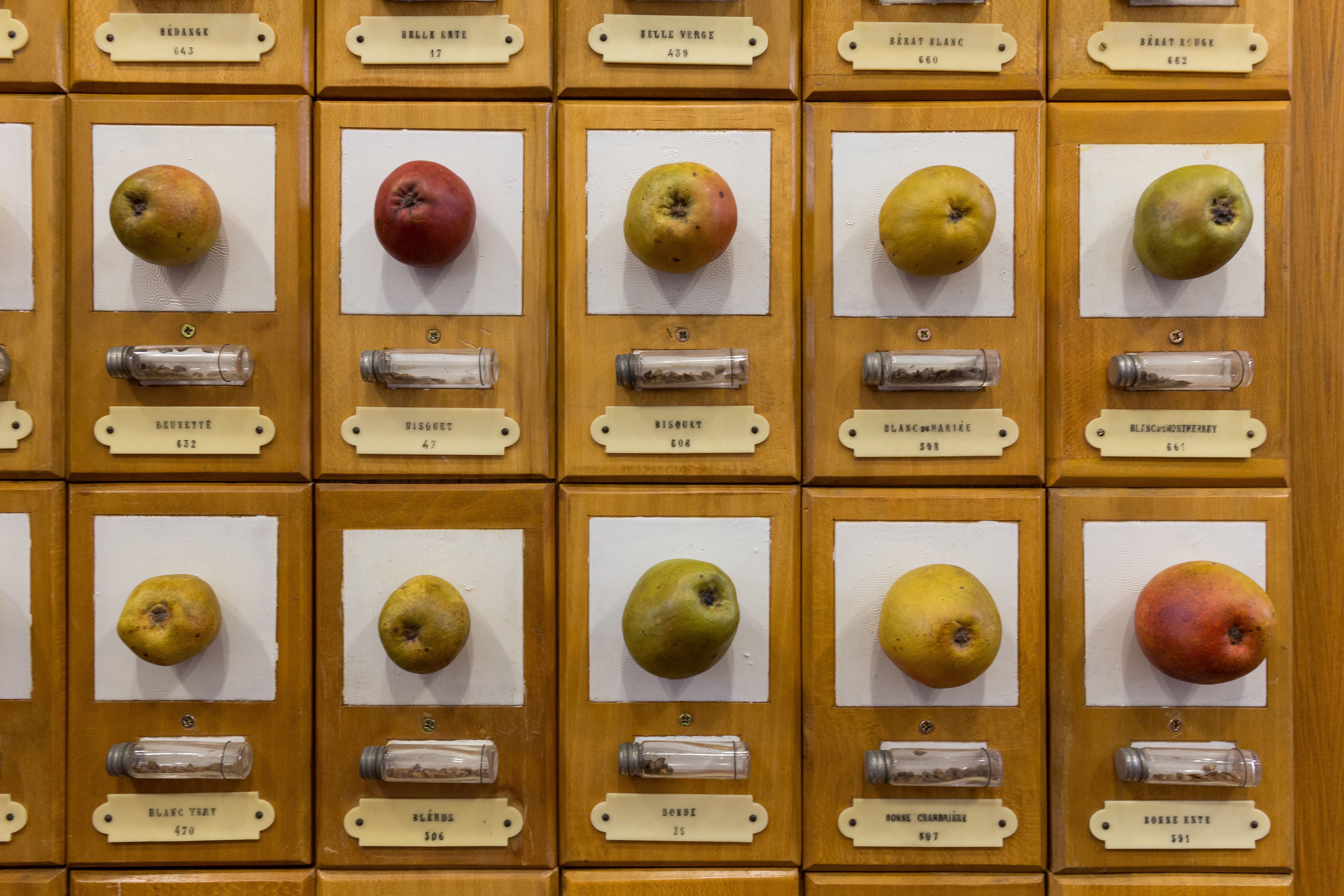
collection de pommes en plâtre conservée à l'école de Rennes.

L'association, par son travail d'inventaire et d'analyse des différentes variétés de pommiers à cidre, spécifiques à chaque région de la France, a permis d'enrichir la connaissance dans ce domaine. En même temps, le collectif a permis à des chercheurs isolés d'entreprendre, pour leur propre compte, l'étude des fruits de pressoir donnant les crûs de cidre les plus renommés. Parmi les études menées, plusieurs ont été reconnues pour leur intérêt, en raison de leur importance, parce qu'elles mettent en valeur des variétés anciennes. Ces travaux ont pu inciter des pépiniéristes à entreprendre la création de nouvelles variétés de pommiers à cidre ayant une teneur saccharine plus élevée. Environ le tiers des variétés de pommiers à cidre, aujourd'hui classées par l'Association française pomologique, ont été obtenues par ces praticiens.

### Extension du collectif
L'Association française pomologique succède à l'Association pomologique de l'Ouest par arrêté du ministre de l'Agriculture du 18 septembre 1897.

### Consultation des exemplaires numérisés du Bulletin mensuel de la société
- Association française pomologique pour l'étude des fruits de pressoir et l'industrie du cidre, Bulletin de l'Association pomologique de l'Ouest / Bulletin de l'Association française pomologique pour l'étude des fruits de pressoir & l'industrie du cidre, Rennes, 1884-1937 (ISSN 2021-9636, BNF 32720424, lire en ligne)